# Феліпенко Юрій Сергійович
Феліпенко Юрій Сергійович (8 травня 1993, Запоріжжя, Україна — 14 червня 2025) — український актор театру та кіно, військовослужбовець, учасник російсько-української війни. Загинув, захищаючи Україну від російської агресії.

## Життєпис
Народився 8 травня 1993 року у Запоріжжі.
Після закінчення у 2016 році Київського національного університету театру, кіно і телебачення ім. Івана Карпенка-Карого (курс Юрія Висоцького) — актор Київського академічного драматичного театру на Подолі. На сцені Театру на Подолі зіграв близько 20 ролей. Також працював у театрі-студії «Стігма» та займався дубляжем закордонних фільмів (серед яких «Як приборкати дракона-2», «Перша українська казка»).
На екрані Юрій Феліпенко вперше з'явився у 2014 році в детективному серіалі «Повернення Мухтара-9». Серед інших робіт — «Відділ 44», «Що робить твоя дружина», «Колір пристрасті».
У червні 2024-го одружився із блогеркою Катериною Мотрич.
У квітні 2024 року долучився до лав ЗСУ у складі БпАК «Ахіллес» 92-ї ОШБр. Загинув 14 червня 2025 року. Похований на Берковецькому кладовищі.

## Театральні роботи

### Учбова сцена
В Київському національному університеті театру, кіно і телебачення ім. Івана Карпенка-Карого:
- «У пошуках радості» Віктора Розова — Федір
- «Виродок» М. фон Маєнбурга — Шефлер
- «Забава» Славомира Мрожека — персонаж S
- «Урок» Ежена Йонеско — учитель

### Київський академічний драматичний театр на Подолі
- (введення) — 2005 — «Дивакуватий Журден» Михайла Булгакова за п’єсою «Міщанин-шляхтич» Мольєра; реж. Віталій Малахов — учитель фехтування
- (введення) — 2007 — «Щоденник молодого лікаря» за оповіданнями Михайла Булгакова; реж. Віталій Малахов — психіатр
- (введення) — 2008 — «Звідки беруться діти?» Анатолія Крима; реж. Віталій Малахов — Андрій, Зорро
- (введення) — 2008 — «Сто тисяч» за п'єсою Івана Карпенка-Карого; реж. Віталій Малахов — Гершко (єврей)
- (введення) — 2009 — «Мертві душі» Михайла Булгакова за поемою Миколи Гоголя; реж. Ігор Славинський — поліцмейстер
- (введення) — 2014 — «Вернісаж на Андріївському» Віталія Малахова; реж. Віталій Малахов — поліцейський
- (введення) — 2014 — «Ліс» Олександра Островського; реж. Олександр Катунін — Карп Савельїч
- (введення) — 2015 — «Вічно живі» Віктора Розова; реж. Віталій Малахов — Володимир, син Анни Михайлівни / Міша
- 2017 — «Мати» Карела Чапека; реж. Ігор Матіїв — Петро
- 2018 — «Віра, Надія, Любов… (Яма)» за Олександром Купріним; реж. Валентин Козьменко-Делінде — Лихонін
- 2018 — «Шість персонажів у пошуках автора» Луїджі Піранделло; реж. Віталій Малахов — режисер
- 2018 — «Продавець дощу» Н. Річарда Неша; реж. Віталій Малахов — Ной
- 2018 — «Хіба ревуть воли, як ясла повні?» Віталія Жежери за романом Панаса Мирного; реж. Віталій Малахов — Лушня
- 2019 — «За двома зайцями» Оксани Прибіш за п'єсою Івана Нечуя-Левицького та Михайла Старицького; реж. Ігор Матіїв — Свирид Петрович Голохвостий
- 2019 — «Зойчина квартира» за п'єсою[ru] Михайла Булгакова; реж. Максим Голенко — поет
- 2019 — «1984» Майкла Джина Саллівана за однойменним романом-антиутопією Джорджа Орвелла; реж. Сергій Павлюк — О'Браєн
- 2019 — «Сірі бджоли» за романом Андрія Куркова; реж. Віталій Малахов — Петро
- 2020 — «Навігатор» Лаши Бугадзе; реж. Тамара Трунова — Джакели
- 2020 — «Імітація» за романом «Для домашнього огнища» Івана Франка; реж. Ігор Матіїв — Редліх[9][10]
- 2021 — «Приворотне зілля» за романом Братів Капранових; реж. Сергій Павлюк — Лейтенант Петро
- 2022 — «Колискова для лисиці, яку ще ніхто не бачив» Андри Каваліaускайте; реж. Андра Каваліaускайте (Литва)
- 2022 — «Цар Едіп» за трагедією Софокла; реж. Давид Петросян — Креонт/ Хор
- 2023 — «Зелені коридори» за п'єсою Наталки Ворожбит; реж. Максим Голенко — Громадянин Австрії / Степан Мудрик / Ганс
- 2023 — «Сон літньої ночі» за п'єсою Вільяма Шекспіра; реж. Андра Каваляускайте (Литва) — Ув'язнений Нік
- 2024 — «Процес» за романом Франца Кафки; реж. Давид Петросян — Вартовий

## Фільмографія
- 2014 — Повернення Мухтара–9 (70 серія)
- 2014 — Особиста справа
- 2015 — Відділ 44
- 2016 — Підкидьки
- 2017 — Що робить твоя дружина?
- 2018 — Ангеліна — Алекс Морозов
- 2019 — Спадкоємці (серіал)
- 2019 — Як довго я на тебе чекала — оперуповноважений
- 2019 — Замок на піску (мінісеріал) — Богуцький у молодості
- 2019 — У справу втручається Остап Гуляй [11]— Остап Гуляй (головна роль)
- 2020 — Колір пристрасті — Андрій Потапенко (головна роль)
- 2020 — Операція „Дезертир“ — Валентин Головко, снайпер
- 2020 — Олена Прекрасна (мінісеріал)
- 2021 — Беззахисне серце — Олексій
- 2021 — Знайду пару коханому — Михайло Сосновський
- 2021 — Дитина з гарантією — Володимир Тершин
- 2021 — Колір помсти — Андрій Потапенко (головна роль)
- 2022 — Будинок з чужими таємницями
- 2022 — Принцеса з Горошино — Максим (головна роль)
- 2022 — Як там Катя? — Максим
- 2022 — Віра (короткометражний фільм) - батько (головна роль)
- 2023 — Сестри — Сергій (головна роль)
- 2023 — Окуповані — Роман (головна роль)[12][13][14]
- 2024 — Обіцянка Богу — Марко Войтенко (головна роль, остання роль у кіно)[15]

### Дублювання
- «Як приборкати дракона 2» — епізод, тонування
- «Перша українська казка» — тонування

## Нагороди
- 2019 — Мистецька премія «Київ» — номінація у категорії «Театральне мистецтво» за ролі Петра у виставі «Мати» за п'єсою Карел Чапека (2017), Ноя у виставі «Продавець дощу» за п'єсою Річарда Неша (2018); та режисера у виставі «Шестеро характерів ненаписаної комедії» за п'єсою Луїджі Піранделло (2018)[16]